# Fietspomp

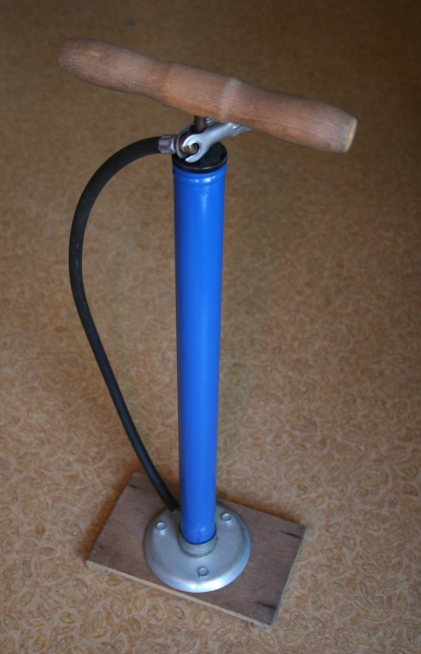
Gewone fietspomp. Let op de houten voetplank en de knijper aan de slang.

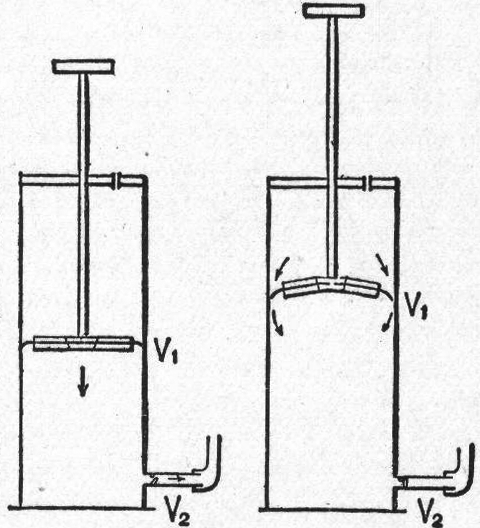
Werkingsprincipe van de fietspomp

Een fietspomp is een apparaat waarmee lucht in fietsbanden kan worden geblazen. De pomp, of indien aanwezig de slang van de pomp, wordt aangesloten op het ventiel van de band. Door het op en neer bewegen van de pompstang wordt lucht in de band geperst.
De cilinder van een pomp voor thuisgebruik is ongeveer 50 cm lang. Onderaan bevindt zich een plankje, vanouds van hout, tegenwoordig van metaal of kunststof en vaak inklapbaar, waarop de gebruiker zijn voeten kan zetten. Bij de klassieke Nederlandse fietspomp zit er een knijper aan de slang. De knijper past onder de ventielmoer van een Dunlopventiel en verhindert dat de slang eraf vliegt. Nodig is dat echter niet, de rubber mof van andere pompen, zonder knijper, blijft ook op het ventiel zitten.
Een handpomp kan aan het frame worden bevestigd. Deze pomp heeft geen voetplank en een veel kortere slang - of geen slang. Aan het frame bevinden zich twee haakjes waar de pomp tussen wordt geklemd en bij aankoop moet erop worden gelet dat de lengte van de pomp overeenkomt met de afstand tussen de haakjes. Sommige handpompen worden geklemd tussen een haakje en een lug van het frame, en soms tussen twee lugs. Ook dan moet de pomp de juiste lengte hebben.
De fietspomp is een zuigerpomp: in de fietspomp zit een luchtkamer (de cilinder) die aan de ene kant wordt afgesloten met een zuiger met daaraan een voorgevormd leertje (of een materiaal met vergelijkbare eigenschappen), en aan de andere kant op het ventiel van een fietsband wordt aangesloten. Het leertje hoort met de opstaande rand naar beneden gemonteerd te worden. Door de zuiger in te drukken, wordt de druk in de cilinder vergroot. Dat drukt het leertje naar buiten en sluit dus de cilinder af. Hoe hoger de luchtdruk, hoe beter deze afsluiting werkt. Met een verkeerd gemonteerd leertje, of een met een verkeerde vorm, werkt dit principe niet. Het ventiel in de band blijft gesloten, totdat de druk in de cilinder hoger is dan die in de band. Dan springt het ventiel open en staat de cilinder in contact met de fietsband. Aangezien de druk in de cilinder hoger is dan in de fietsband, zal er lucht vanuit de fietspomp naar de fietsband stromen; de band wordt nu harder.
Bij de naar boven gaande beweging van de zuiger ontstaat onderdruk in de cilinder (daardoor sluit het ventiel van de band zich) en gaat de zijkant van het leertje naar binnen. Door de zo ontstane luchtspleet tussen leertje en cilinderwand vult de cilinder zich weer met lucht en kan de cyclus herhaald worden.
Bij modernere pompen is het leertje soms vervangen door een terugslagventiel in de zuiger.

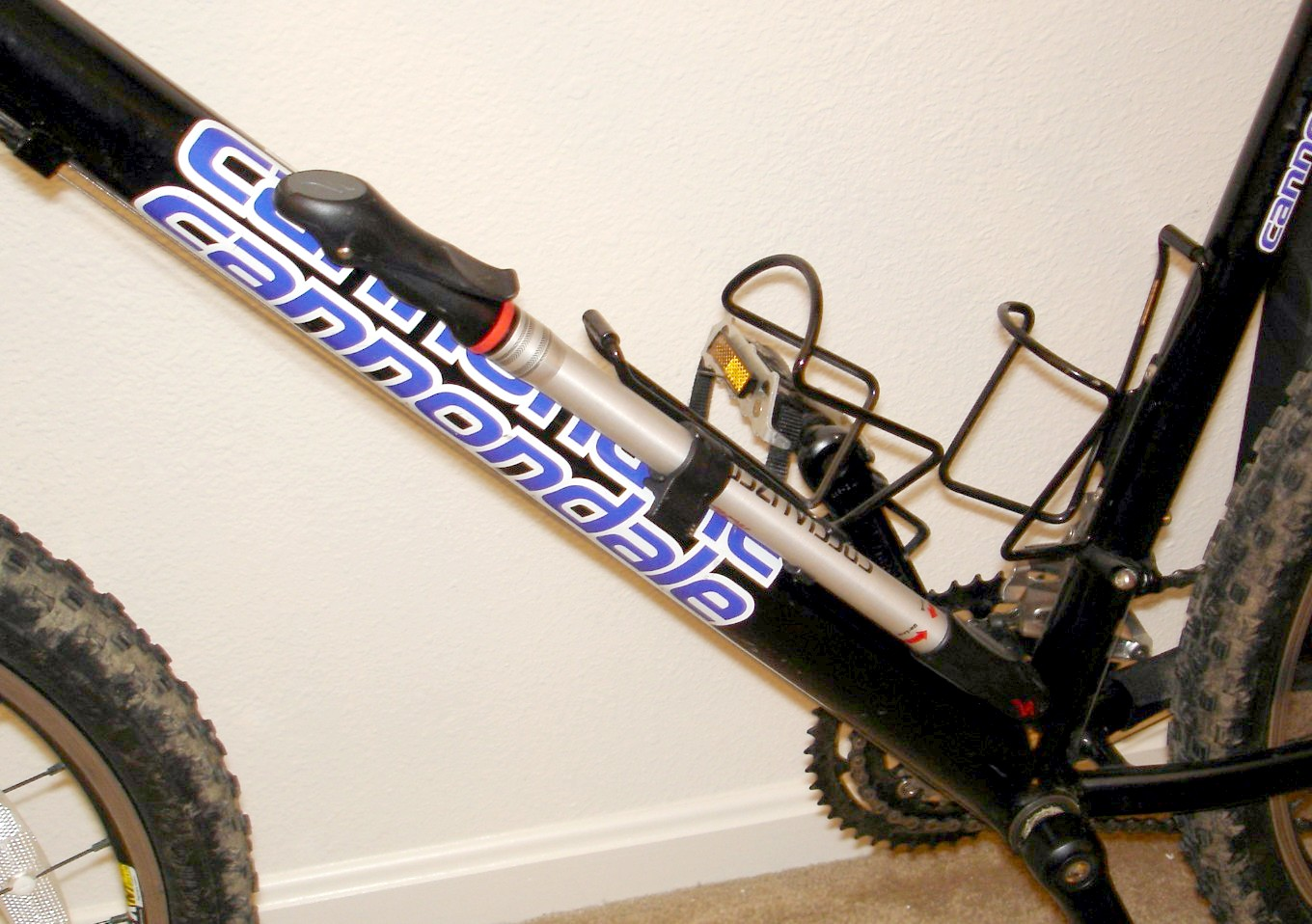
Handpomp op het fietsframe

Komt de zuiger van een fietspomp na een paar pompslagen weer omhoog, dan is het ventiel van de fietsband lek; de lucht stroomt dan vanuit de fietsband via het ventiel terug in de luchtkamer van de fietspomp.
CO2 fietspompen zijn klein en licht, en je kunt ze gemakkelijk aan je fietsframe bevestigen. CO2-pompjes vullen je band in enkele seconden met gas, met behulp van CO2-patronen. Hierdoor heb je geen noemenswaardige spierkracht nodig.